# HD 72337
HD 72337，又名CP-69 919，SAO 250235、HR 3370，是一颗恒星，视星等为5.53，位于銀經283.86，銀緯-17.8，其B1900.0坐标为赤經8h 27m 2.6s，赤緯-69° -17.8′ 40″。